# Zsuzsa Körmöczyová
Zsuzsa Körmöczyová (25. srpna 1924, Budapešť – 16. září 2006, Budapešť) byla maďarská tenistka židovského původu. V roce 1958 vyhrála pařížský grandslam v ženské dvouhře (ve věku 34 let). V dalším ročníku Roland Garros se probojovala do finále dvouhry, kde podlehla Britce Christine Trumanové. V roce 1958 se probojovala v ženské dvouhře též do semifinále Wimbledonu. Má na svém kontě také dvě semifinále French Open ve čtyřhře, v roce 1948 ženské, roku 1947 smíšené. Podle statistik britského sportovního novináře Lance Tingaye byla v roce 1958 světovou hráčkou č. 2 (autoritativní žebříček WTA v její době neexistoval).
Devět let byla v první světové desítce. Je též šestinásobnou mistryní Maďarska ve dvouhře, první titul vyhrála již v 16 letech. Spolu s Józsefem Asbóthem je nejlepším maďarským tenistou všech časů. Dvakrát reprezentovala Maďarsko ve Fed Cupu, v obou případech vyhrála. V roce svého pařížského grandslamového triumfu byla zvolena maďarskou sportovkyní roku. Je první a jedinou Židovkou, která vyhrála grandslamovou dvouhru, a bývá označována za nejlepší židovskou tenistku všech dob. V roce 2007 byla uvedena do Židovské sportovní síně slávy.
Po skončení hráčské kariéry v roce 1964 byla šest let nehrající kapitánkou maďarské ženské reprezentace. Trénovala také v budapešťském klubu Vasas a vedla jeho tenisový oddíl (1985-2004), učila na Vysoké školy tělesné výchovy a pracovala pro maďarský tenisový svaz i Maďarský svaz tělesné výchovy a sportu. Tenisové centrum i tenisová akademie Vasasu dnes nesou její jméno. Před centrem stojí její socha. V roce 1994 jí byl udělen Řádu za zásluhy Maďarské republiky.